# Cittura
Genre
Cittura est un genre d'oiseaux de la famille des Alcedinidae.

## Répartition
Les espèces du genre Cittura se rencontrent à travers l'archipel des Célèbes en Indonésie.

## Liste des espèces
Selon la classification de référence du Congrès ornithologique international (14.2, 2024) il comporte deux espèces :
- Cittura cyanotis (Temminck, 1824) — Martin-chasseur oreillard
- Cittura sanghirensis Sharpe, 1868 — Martin-chasseur des Sangihe

## Systématique
Le nom valide complet (avec auteur) de ce taxon est Cittura Kaup, 1848.